# Kamal Ranadive

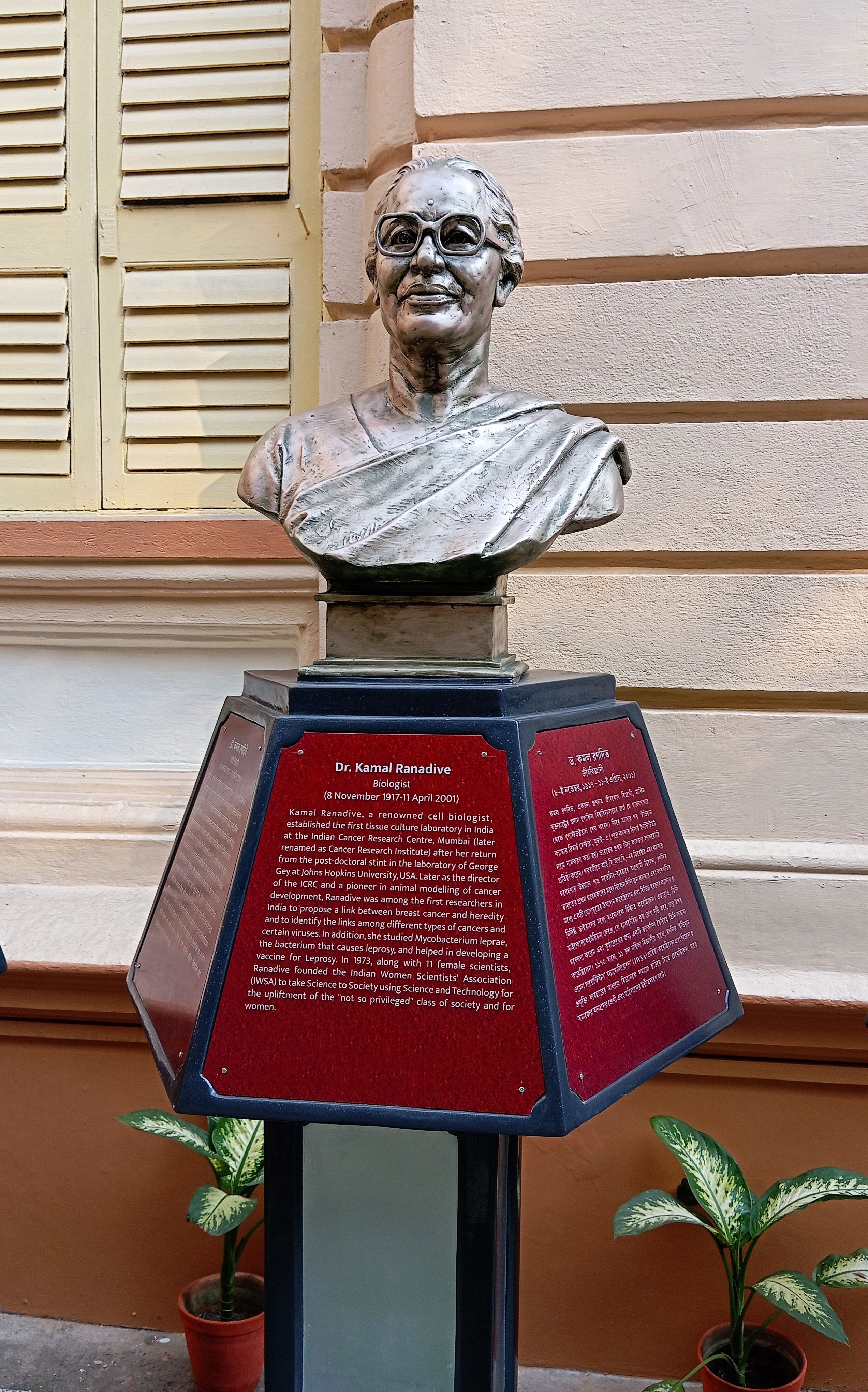
Büste von Kamal Ranadive, Birla Industrial & Technological Museum, Kolkata (2024)

Kamal Jayasing Ranadive (PB) (geborene Samarath; geb. 8. November 1917 in Pune; gest. 11. April 2001) war eine indische biomedizinische Forscherin, die für ihre Forschungen über die Zusammenhänge zwischen Krebserkrankungen und Viren bekannt war. Sie war Gründungsmitglied der Indian Women Scientists' Association (IWSA).
In den 1960er Jahren gründete sie am Indischen Krebsforschungszentrum in Mumbai das erste Gewebekultur-Forschungslabor Indiens.

## Jugend und Ausbildung
Ranadive wurde am 8. November 1917 in Pune geboren. Ihre Eltern waren Dinkar Dattatreya Samarath und dessen Ehefrau Shantabai Dinkar Samarath. Ihr Vater war ein Biologe, der am öffentlich privaten Fergusson College in Pune lehrte. Er sorgte dafür, dass alle seine Kinder eine gute Schulbildung erhielten. Ranadive war eine begabte Schülerin. Sie besuchte die älteste von Indern geführte Mädchenoberschule, die Huzurpaga bzw. H. H. C. P. (His Highness Chintamanrao Patwardhan of Sangli) Girls High School. Ihr Vater wollte zwar, dass sie Medizin studiert und auch einen Arzt heiratet, sie entschied sich jedoch anders und begann ihre College-Ausbildung am Fergusson College mit den Hauptfächern Botanik und Zoologie. Sie erwarb ihren Bachelor of Science (B.Sc.) mit Auszeichnung im Jahr 1934. Anschließend wechselte sie an das Agriculture College in Pune, wo sie 1943 ihren Master-Abschluss (M.Sc.)  mit dem Spezialfach Zytogenetik der Annonaceen machte. Am 13. Mai 1939 heiratete sie J. T. Ranadive, einen Mathematiker und zog nach Bombay, wo sie  einen Sohn namens Anil Jaysingh bekamen.
In Bombay (dem heutigen Mumbai) arbeitete sie am Tata Memorial Hospital. Ihr Ehemann Ranadive war eine große Hilfe bei ihrem Postgraduiertenstudium in Zytologie; dieses Fach hatte ihr Vater gewählt. Hier promovierte sie auch an der Universität of Bombay zum Doktor der Philosophie. Ihr Betreuer war V. R. Khanolkar, ein renommierter Pathologe und Gründer des Indian Cancer Research Centre (ICRC). Nachdem sie 1949 an der Universität von Bombay promoviert hatte, wurde sie von Khanolkar ermutigt, sich um ein Stipendium an einer amerikanischen Universität zu bemühen. Sie erhielt ein Postdoc-Forschungsstipendium, um an Gewebekulturtechniken zu arbeiten und mit George Gey (berühmt für seine Laborinnovation, die HeLa-Zelllinie) in seinem Labor an der Johns Hopkins University in Baltimore zusammenzuarbeiten.

## Professionelle Karriere
Nach ihrer Rückkehr nach Indien kehrte Ranadive zum ICRC zurück und begann ihre berufliche Laufbahn als Senior Research Officer. Sie war maßgeblich am Aufbau des Labors für experimentelle Biologie und des Labors für Gewebekulturen in Bombay beteiligt. Von 1966 bis 1970 übernahm sie kommissarisch das Amt der Direktorin des indischen Krebsforschungszentrums. In den frühen 1960er Jahren entwickelte sie zusammen mit ihren Assistenten (die sie in das ICRC aufgenommen hatte) in den Bereichen Biologie und Chemie Gewebekulturmedien und entsprechende Reagenzien. Sie war auch für die Einrichtung neuer Forschungseinheiten in den Bereichen Karzinogenese, Zellbiologie und Immunologie verantwortlich.
Zu ihren beruflichen Erfolgen gehört die Erforschung der Pathophysiologie von Krebs anhand von Tieren, die zu einem besseren Verständnis der Ursachen von Krankheiten wie Leukämie, Brustkrebs und Speiseröhrenkrebs führte. Eine weitere bemerkenswerte Errungenschaft war die Herstellung eines Zusammenhangs zwischen der Anfälligkeit für Krebs und der Beziehung zwischen Hormonen und Tumorviren. Die Entwicklung des Lepra-Impfstoffs war ein Ergebnis ihrer Grundlagenforschung über die Bakterien, die mit Lepra in Verbindung stehen. Sie war eine große Inspiration für indische Wissenschaftlerinnen, die sich mit Krebsforschung beschäftigten, insbesondere mit dem Thema Krebs bei Frauen und Kindern. Ein solches Projekt war die „Immunhämatologie des Stammesblutes“ im Zusammenhang mit der Untersuchung von Säuglingen.

## Spezielle Studien
Als Ranadive für das Tata Memorial Cancer Hospital in Bombay (das später zum Krebsforschungszentrum wurde) in der Abteilung für Pathologie arbeitete, berichtete sie über die Forschungsstudien über die „vergleichende Morphologie normaler Brustdrüsen von vier Mäusestämmen, die sich in ihrer Anfälligkeit für Brustkrebs unterscheiden“. Im Februar 1945 berichtete sie über die Untersuchungen zum Brustkrebs, die besondere Aufmerksamkeit erregt hatten. Sie versuchte, den Krankheitsverlauf mit der Vererbung, Kindergeburten, der histologischen Struktur und anderen Faktoren zu korrelieren. Ihre besondere Aufmerksamkeit galt Krebs-Erkrankungen genetischen Ursprungs bei Kindern und abnormen Zuständen des Blutes, den so genannten Dyskrasien.
Eine wichtige Studie, die Ranadive und ihr Team Satya Niketan (einer Freiwilligenorganisation) in Ahmednagar 1989 durchführten, war die Erhebung von Daten über den Ernährungszustand von minderjährigen Kindern im Akola Distrikt des Distrikts Ahmednagar in Maharashtra.
Ranadive beriet auch Frauen in den ländlichen Dörfern in der Nähe von Rajpur und Ahmednagar in Fragen der Gesundheit und der medizinischen Versorgung im Rahmen von staatlich geförderten Projekten unter der Schirmherrschaft der Indian Women Association.

## Auszeichnungen und Ehrungen
Kamal Ranadive wurde 1982 mit dem Padma Bhushan (der dritthöchsten zivilen Auszeichnung Indiens) für Medizin ausgezeichnet. 1964 wurde sie mit dem ersten Silver Jubilee Research Award des Medical Council of India ausgezeichnet, der eine Goldmedaille und eine Geldprämie in Höhe von 15.000 Indischen Rupien (entspricht 930.000 Rupien oder ca. 10.400 Euro im Jahr 2023) umfasste. Außerdem wurde sie 1964 mit dem Preis der G. J. Watumull-Foundation für Mikrobiologie ausgezeichnet.  Ferner war sie emeritierte medizinische Wissenschaftlerin des Indian Council of Medical Research (ICMR). Anlässlich ihres 104. Geburtstages wurde Kamal Ranadive am 8. November 2021 posthum mit dem Google Doodle geehrt.

## Mitgliedschaften (Auswahl)
Im Jahr 1977 wurde Kamal Ranadive als Fellow der Indian National Science Academy (INSA) gewählt.

## Publikationen (Auswahl)
Kamal Ranadive veröffentlichte mehr als 200 wissenschaftliche Forschungsarbeiten über Krebs und Lepra. Einige der Arbeiten sind: (1) Betelkautabak und Mundkrebs: Experimentelle Studien an Hamstern; (2) Wirkung von Urethan auf Nukleinsäuren; (3) Einfluss der Splenektomie auf die Entwicklung von Leukämie bei männlichen Mäusen des ICRC-Stamms; und (4) Charakterisierung des Brusttumorvirus des ICRC-Mausstamms.
 Bibliografie 
- Comparative morphology of normal mammary glands of four strains of mice, varying in their susceptibility to breast cancer, 1945. OCLC 5656757940
- Mit Susheela Waravdekar: The influence of “Milk borne tumor agent” on some endocrine glands in castrate mice, 1955. OCLC 5656628774
- Book Review: British Medical Bulletin—Causation of Cancer. Vol. 14, No. 2. (Medical Department, the British Council, 65), 1959. OCLC 7851031451
- Mit Safia A Hakim und Kumud R Kharkar: Chemical Induction of Mammary Cancer in Pseudopregnancy, 1960. OCLC 9529342400
- Mit T. N. Chapekar: In Vitro Studies on Mouse Mammary Gland Response to Hormonal Treatment, 1964. OCLC 8138289999
- Mit B. Ganguly und B. N. Mashelkar: Cytological study with reference to malignancy on clonal cell lines of a mouse fibrosarcoma, 1968: OCLC 5153464385
- Mit Sunanda V. Gothoskar und Bilquis U. Tezabwala: Carcinogenicity of contaminants in indigenous edible oils, 1972. OCLC 5153309989
- Mit S. N. Ranadive, N. M. Shivapurkar und S. V. Gothoskar: Betel quid chewing and oral cancer: Experimental studies on hamsters, 1979. OCLC 5153444873